# Unitarismus in Ungarn

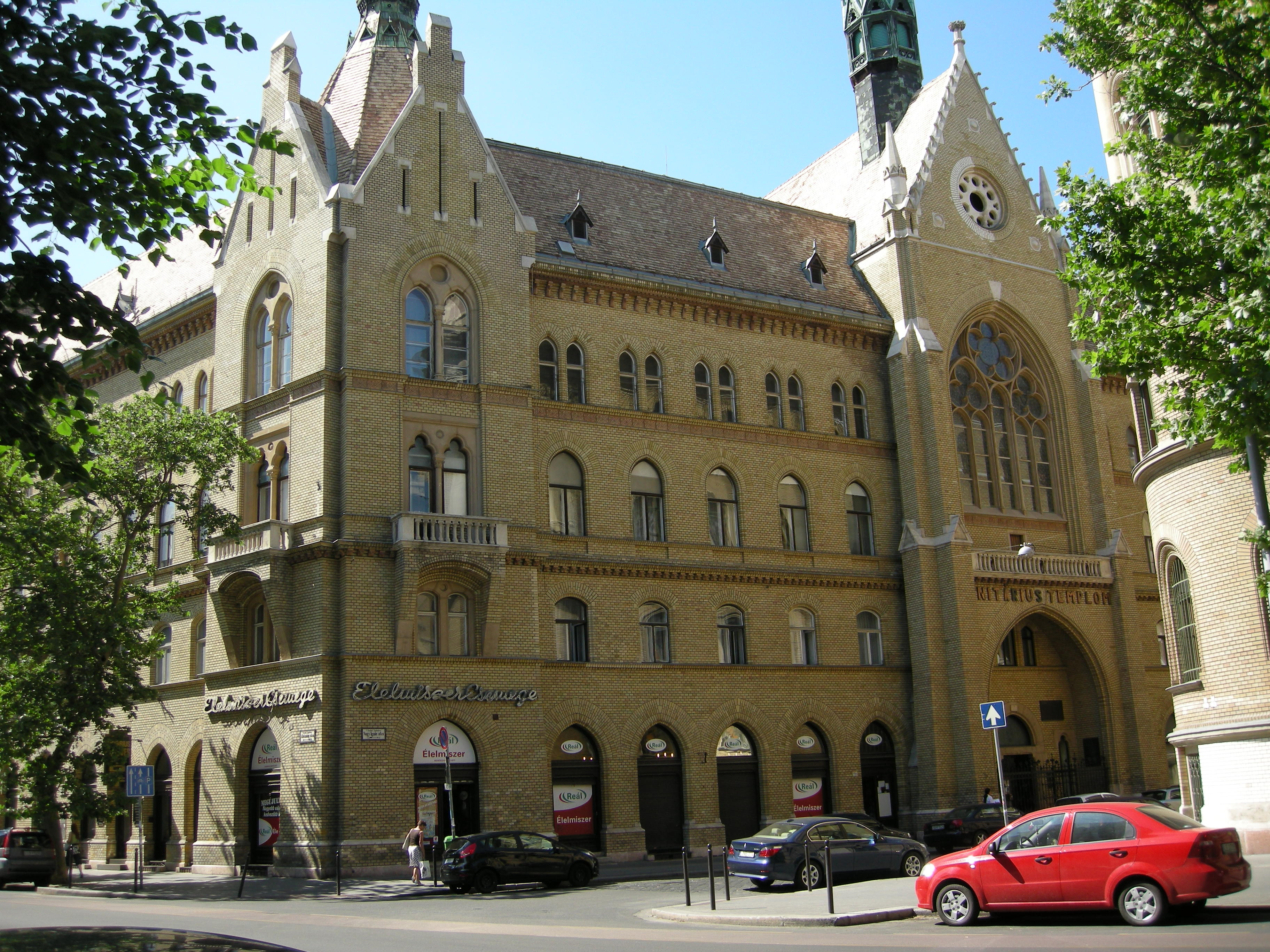
Unitarische Kirche in Budapest

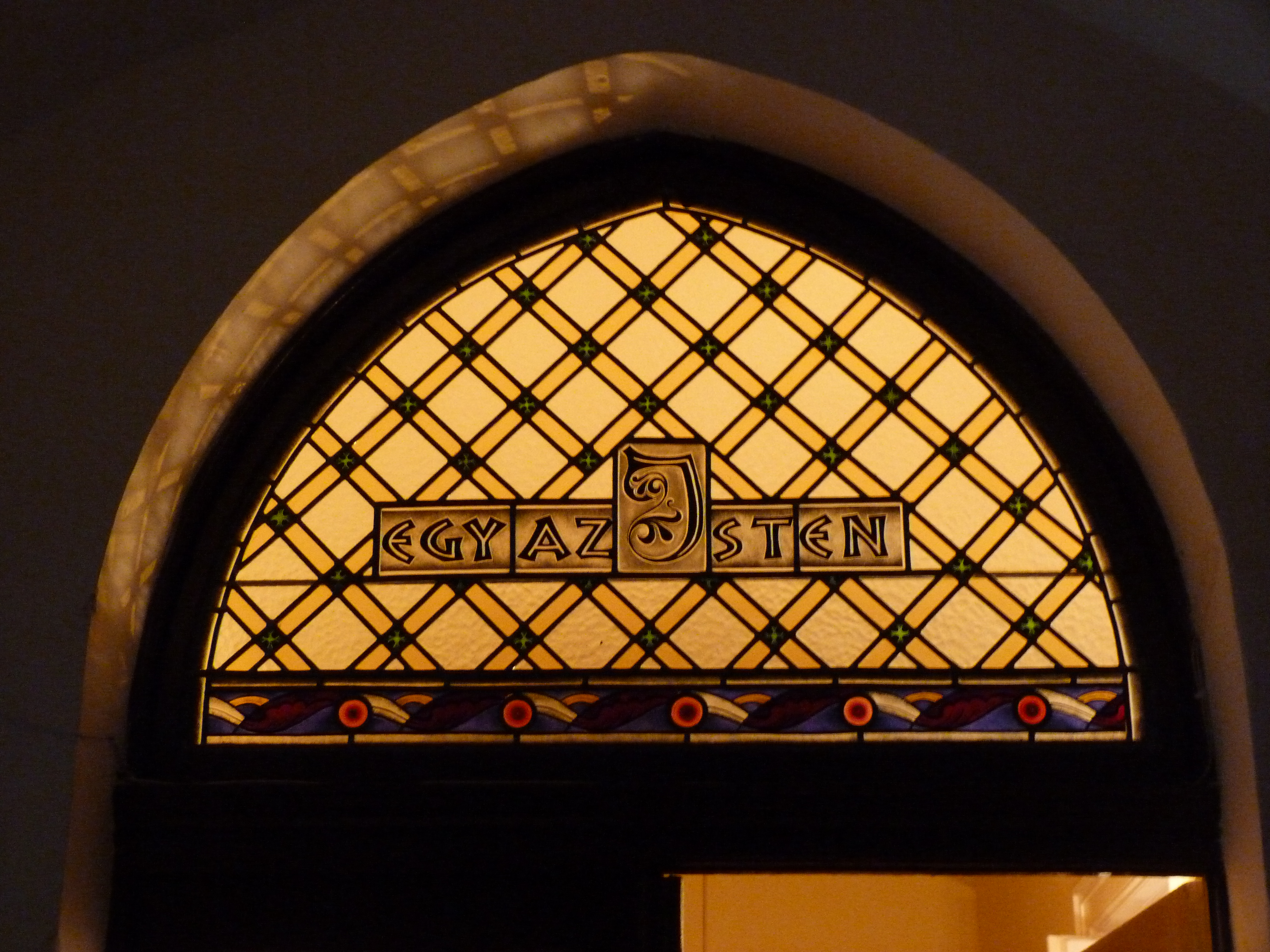
Wahlspruch der antitrinitarischen Unitarier: Gott ist einer (Egy az Isten)

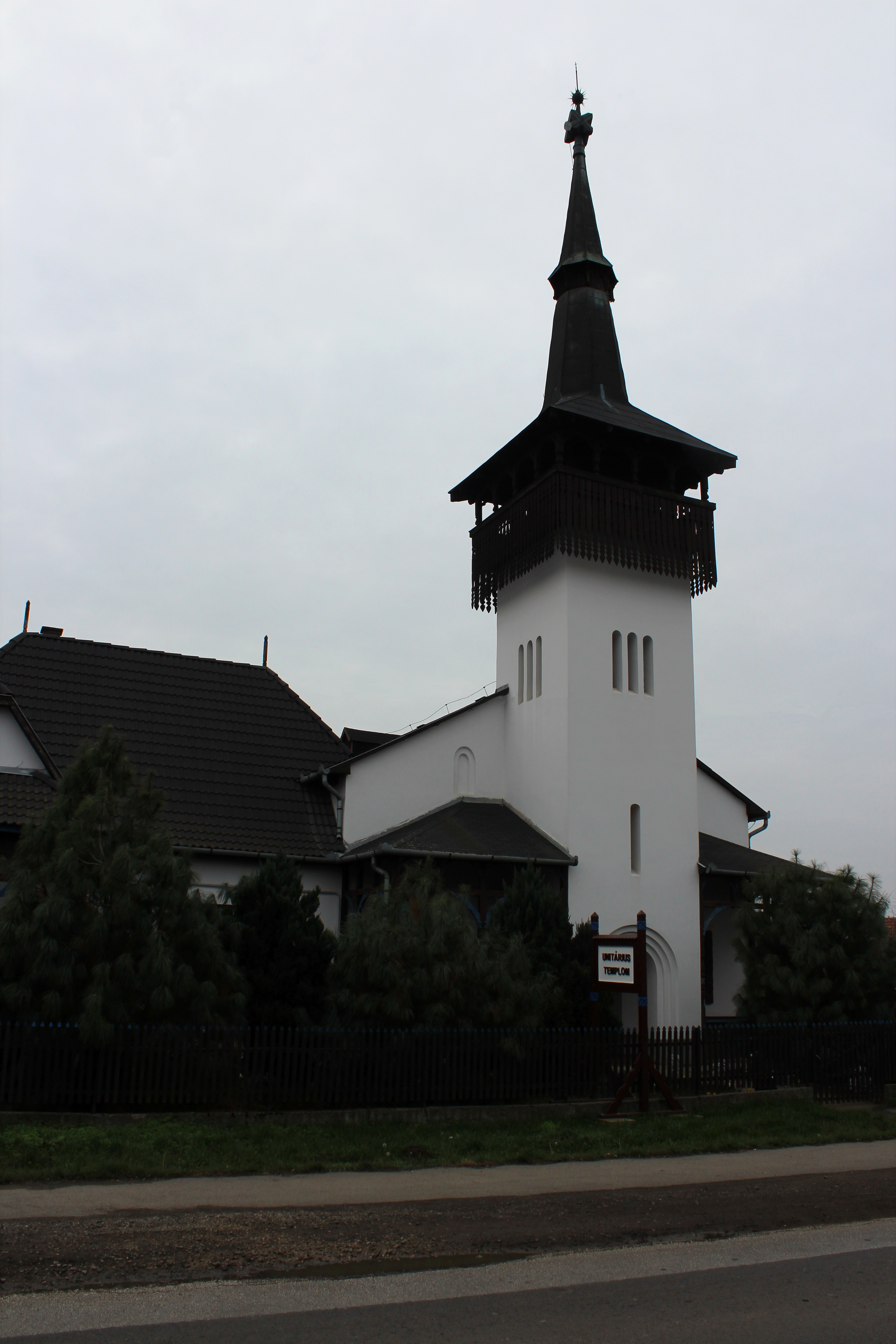
Im siebenbürgischen Stil errichtete Kirche in Koscord im östlichen Ungarn

Der Unitarismus in Ungarn geht zurück auf die Reformationszeit des 16. Jahrhunderts und ist stark mit der kirchenpolitischen Entwicklung in Siebenbürgen verbunden. Zwischen 1971 und 2010 bestand eine eigenständige Unitarische Kirche Ungarn (ungarisch: Magyarországi Unitárius Egyház). Seit 2010 bilden die ungarischen Gemeinden einen Kirchenbezirk der Unitarischen Kirche Siebenbürgens (ungarisch: Magyarországi Unitárius Egyházkerület).

## Geschichte
Die ungarische Reformation setzte etwa Mitte des 16. Jahrhunderts ein. Zunächst waren es vor allem die Städte der Slowakei (Oberungarn) und Siebenbürgens, in denen reformatorische Gedanken Verbreitung fanden. Dies war auch der Toleranzpolitik des ungarischen Königs und siebenbürgischen Fürsten Johann Sigismund zuzuschreiben, der selbst vom Katholizismus zum Unitarismus konvertierte und die Verbreitung des Unitarismus förderte. Im Januar 1566 hielt der siebenbürgische Reformator Franz David eine erste antitrinitarische Predigt in der Klausenburger Michaelskirche. Mit dem Toleranzedikt von Turda 1568 wurde der Unitarismus in Siebenbürgen schließlich neben katholischer, reformierter und lutherischer Partei als vierte Konfessionen von staatlicher Seite anerkannt. Von Siebenbürgen aus breitete sich der Unitarismus in Folge auch in Ungarn aus. Ein erstes Zentrum des ungarischen Unitarismus war die südungarische Stadt Fünfkirchen (ungarisch: Pécs), in der sich eine starke unitarische Gemeinde etablieren und ein theologisches Seminar für die Pastorenausbildung aufgebaut werden konnte. Hier fand im August 1588 auch ein mehrere Tage andauerndes Religionsgespräch zwischen reformierten und unitarischen Theologen statt (Fünfkirchner Disputation). Ein bekannter unitarischer Pfarrer der Fünfkirchener Gemeinde war György Válaszúti. Auch an anderen Orten Ungarns etablierten sich unitarische Gemeinden.
Ende des 17. Jahrhunderts gerieten die ungarischen Unitarier jedoch unter den Druck der Gegenreformation. Viele Gemeinden wurden ausgelöscht. Erst mit den im März 1848 vom ungarischen Landtag in Pressburg (heute Bratislava, Slowakei) beschlossenen Märzgesetzen erhielten die Unitarier in Ungarn wieder volle Religionsfreiheit. Im August 1881 bildete sich schließlich eine neue Gemeinde in Budapest. Zwischen 1888 und 1890 entstand die nach den Plänen von Samu Pecz entworfene Unitarische Kirche Budapests. Später konnten unter anderem auch in Debrecen, Füzesgyarmat, Hódmezővásárhely und Kocsord neue Kirchengebäude eröffnet werden. Ein weiterer Einschnitt für die Entwicklung der ungarischen Unitarier war der Vertrag von Trianon von 1920, mit dem das bisher ungarische Siebenbürgen an Rumänien abgetreten werden musste. In der Folge wanderten mehrere tausend ungarische Siebenbürger, darunter auch viele Unitarier, nach Ungarn aus. In Budapest entstanden daraufhin mit der Unitarischen Kirche in Pestszentlőrinc und der Béla-Bartók-Kirche zwei weitere von siebenbürgischen Migranten gegründete Gemeinden.
Waren die Gemeinden Ungarns und Siebenbürgens bisher unter dem gemeinsamen Dach der Unitarischen Kirche Siebenbürgens miteinander verbunden, entwickelten sich die Gemeinden in beiden Ländern nach 1948 zunehmend getrennt voneinander. Mit der Wahl eines eigenen ungarischen Bischofs 1971 wurde schließlich eine eigenständige Unitarische Kirche Ungarn gegründet. Dies war vor allem den politischen Umständen unter den kommunistischen Diktaturen in Ungarn und Rumänien und dem zunehmend schlechteren Verhältnis zwischen beiden Staaten geschuldet. Erst 2010 vereinigten sich die ungarischen und siebenbürgischen Unitarier wieder zu einer gemeinsamen Kirche. Die elf ungarischen Gemeinden mit etwa 25.000 Mitgliedern fungieren nun als Kirchenbezirk innerhalb der Unitarischen Kirche Siebenbürgens. Die ungarischen Unitarier haben einen Beobachterstatus im Ökumenischen Rat der Kirchen in Ungarn.